# Physocephala chalantungensis
Physocephala chalantungensis är en tvåvingeart som beskrevs av Ouchi 1939. Physocephala chalantungensis ingår i släktet Physocephala och familjen stekelflugor. Inga underarter finns listade i Catalogue of Life.